# Sphagnum itabense
Sphagnum itabense är en bladmossart som beskrevs av H. Crum och William Russell Buck 1988. Sphagnum itabense ingår i släktet vitmossor, och familjen Sphagnaceae. Inga underarter finns listade i Catalogue of Life.